# نیمه پر و نیمه خالی لیوان

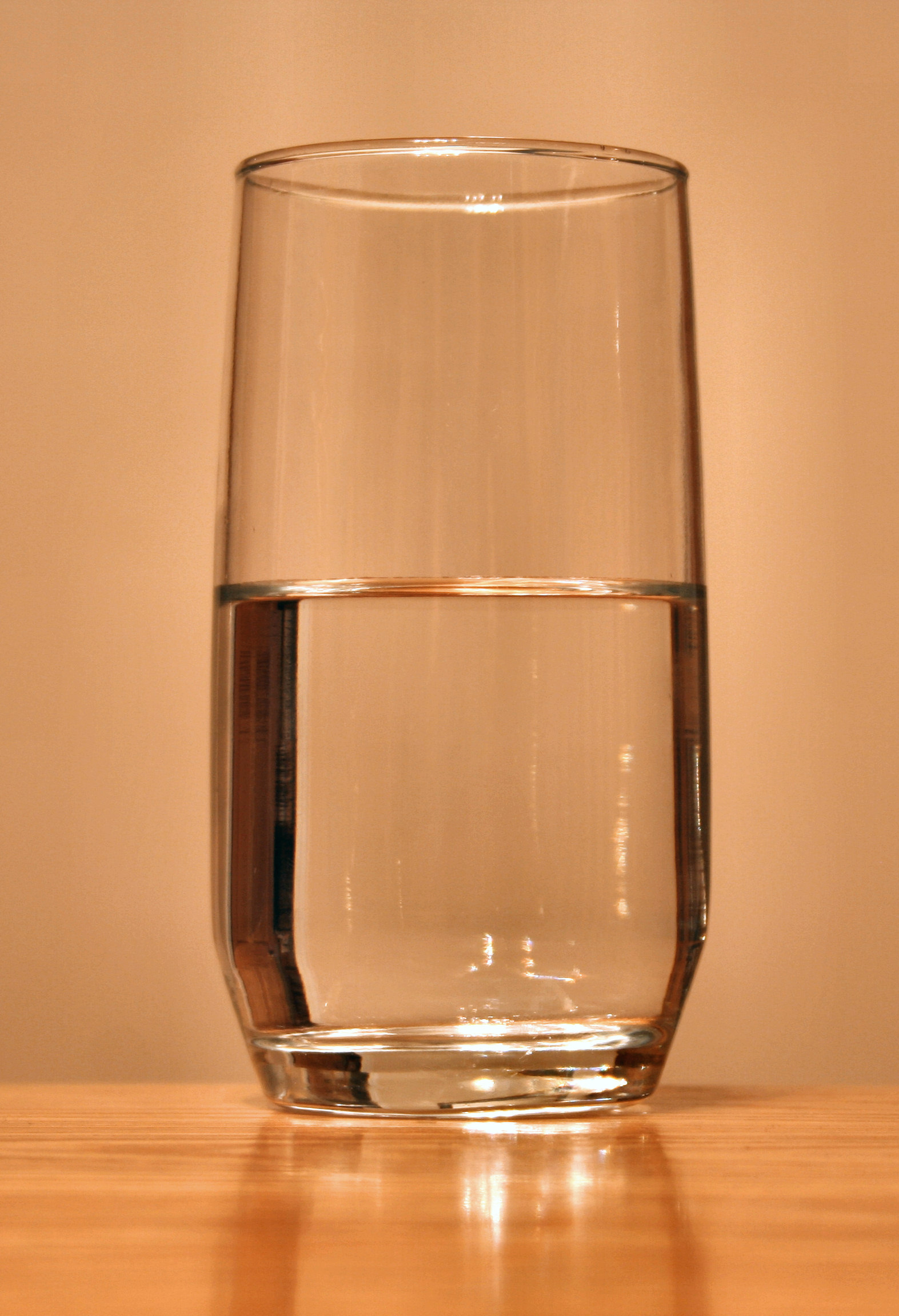
آیا لیوان نیمه‌پر است یا نیمه‌خالی؟

نیمه پر و نیمه خالی لیوان یا سؤال آیا لیوان نیمه‌پر است یا نیمه‌خالی؟ اصطلاحی برای اشاره به سنجش یک موقعیت خاص است؛ این‌که آیا می‌توان موقعیت مذکور را با خوش‌بینی یا بدبینی ارزیابی کرد. نیمه پر نماد خوش‌بینی و نیمه خالی نماد بدبینی است. همچنین سؤال مذکور برای سنجش جهان‌بینی یک فرد فارغ از موقعیت خاص نیز به کار می‌رود. این اصطلاح نشان می‌دهد یک موقعیت مشابه با توجه به شیوه روایت و دیدگاه هر فرد ممکن است به شکل‌های مختلفی تعبیر شود.